# Brommerrellen
De Brommerrellen of Koninginnenachtrellen behelzen een tweetal volksopstanden, namelijk te Genemuiden in 2001 en Urk in 2011. Deze waren het gevolg van het verbieden van het rijden met brommers zonder uitlaat in de nacht voor Koninginnedag. Deze traditie kent men behalve in bovengenoemde plaatsen ook in onder meer Staphorst, Ederveen en Ouddorp, alwaar dit ook regelmatig tot ordeverstoringen leidt.

## Genemuiden
In de nacht van 29 op 30 april 2001 braken in deze stad grootschalige rellen uit, die later "de brommerrellen" werden genoemd. Uit boosheid omdat de gemeente de traditionele brommerraces had verboden, richtten jongeren die nacht grote schade aan in het centrum van Genemuiden. Het gemeentehuis werd aangevallen en geplunderd en enige auto's gingen in vlammen op. De politie, bijgestaan door enkele ME-pelotons, verrichtte 51 arrestaties. Ook in de dagen na deze nacht bleef het 's avonds en 's nachts onrustig in Genemuiden. Er werden molotovcocktails gegooid, de ME moest meerdere malen ingrijpen en opnieuw werden 34 mensen opgepakt. Mogelijk hadden de rellen ook iets te maken met de opgelegde gemeentelijke herindeling eerder datzelfde jaar. Bij die herindeling werden Zwartsluis, Hasselt en de gemeente Genemuiden samengevoegd tot de nieuwe gemeente Zwartewaterland. Deze ontwikkeling was zeer tegen de zin van een groot deel der Genemuider bevolking.
Op 31 december 2004 trad burgemeester Tin Plomp mede naar aanleiding van de rellen af, waarbij ook bedreigingen aan zijn adres en een verstoorde verhouding met de inwoners van Genemuiden een rol speelden.

## Urk
In de nacht van 29 op 30 april 2011 braken soortgelijke rellen uit op het voormalige eiland Urk na het verbieden van de traditionele brommerraces. Hierbij werd onder meer de woning van burgemeester Jaap Kroon door circa 150 jongeren belaagd. De politie moest op grote schaal optreden. Op 7 mei 2011 werd gepoogd brand te stichten bij het appartement van de burgemeester en bij een burger die zich hard maakte voor de aanpak van de jeugdcriminaliteit. De brandstichters werden later gearresteerd.